# Wallenbrück
Wallenbrück (ndt. Wollenbruügge) ist der älteste Stadtteil des westfälischen Spenge. Mit 1967 Einwohnern ist Wallenbrück der drittgrößte Ortsteil der Stadt.

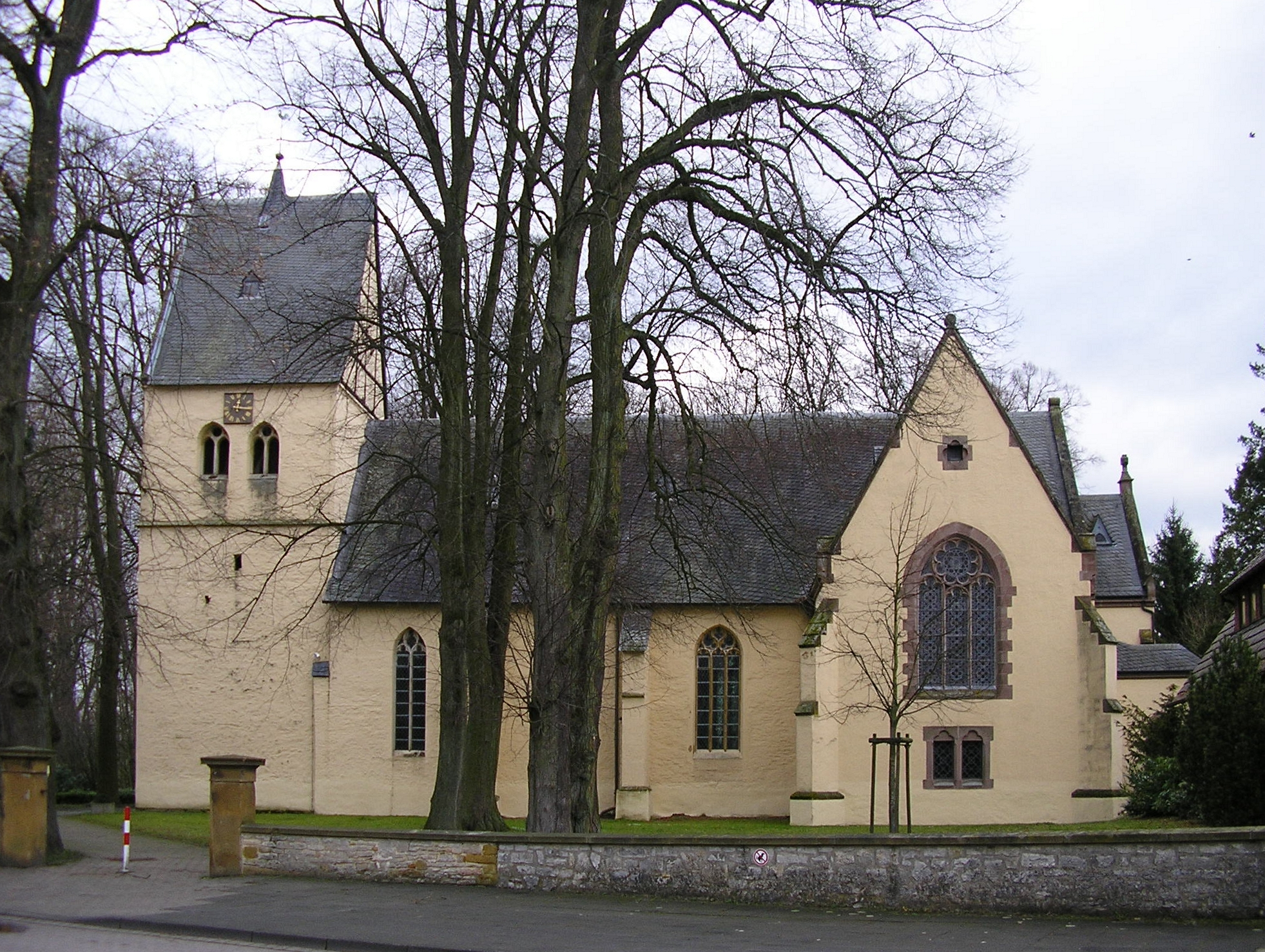
Ev.-luth. Pfarrkirche St. Marien zu Wallenbrück

## Geschichte
Die erste urkundliche Erwähnung Spenges aus dem Jahre 1096 bezieht sich auf die Wallenbrücker Marienkirche. Vom Mittelalter bis zur Franzosenzeit gehörte Wallenbrück zur Vogtei Enger im Amt Sparrenberg der Grafschaft Ravensberg. Der Ort gehörte von 1807 bis 1810 zum Kanton Enger im Distrikt Bielefeld des Königreichs Westphalen. Mit der Annexion großer Teile Norddeutschlands durch Napoleon Bonaparte fiel Wallenbrück 1811 an Frankreich und war dort bis 1813 Sitz der Mairie (Bürgermeisterei) Wallenbrück im Kanton Werther des Departements der Oberen Ems.
Wallenbrück kam 1816 zum Kreis Bünde und 1832 zum Kreis Herford. Im Kreis Herford gehörte die Gemeinde zum Amt Spenge. Am 1. Januar 1969 wurde der Ort durch das Herford-Gesetz nach Spenge eingemeindet.
Von 1900 bis 1963 war in Wallenbrück eine Endhaltestelle der Herforder Kleinbahn.

## Einwohnerentwicklung
Wohnbevölkerung des Ortsteiles Wallenbrück im Januar 2013
| Datum       | Einwohner |
| ----------- | --------- |
| Januar 2013 | 1106      |

## Sport
Der TuS Bardüttingdorf Wallenbrück (TuSBaWA) ist in den Ortsteilen Bardüttingdorf und Wallenbrück beheimatet.

## Sehenswürdigkeiten
Marienkirche, ev.-luth. Pfarrkirche. Erster Bau um 1096, Orgel 1624 erbaut von Ernst Bader.